# Трушкіна Ірина Олександрівна
Ірина Олександрівна Трушкіна (3 грудня 1986, Біла Церква, Київська область) — українська волейболістка, центральна блокуюча. Гравець національної збірної.

## Із біографії
Вихованка Київського обласного ліцею-інтернату фізичної культури та спорту в Білій Церкві. Перший тренер — Надія Герасименко. У першому сезоні грала за місцевий клуб «Рось-Університет». Надалі захищала кольори команд з Черкас, Одеси і Южного. У своєму активі має по сім перемог у першості й кубку. У складі «Хіміка» брала постійно брала участь у континентальних клубних турнірах. З 2015 року виступає за кордоном. У турецькому «Нілуфері» її партнерками були Тетяна Козлова і Олександра Биценко, у Бухаресті — Надія Кодола. У наступних сезонах ставала чемпіонкою Румунії та Польщі.
2006 року дебютувала в національній збірній. У її складі здобула перемогу в Євролізі 2017 року, учасниця трьох чемпіонатів континенту. У вересні 2021 року заявила про завершення виступів у збірній України. Загалом за 15 років провела в її складі 121 матч і набрала 917 балів.
3 жовтня 2021 року оголосила про завершення кар'єри.

## Клуби
| Роки      | Команди                          |
| --------- | -------------------------------- |
| 2002—2003 | «Рось-Університет» (Біла Церква) |
| 2003—2009 | «Круг» (Черкаси)                 |
| 2010—2011 | «Джінестра» (Одеса)              |
| 2011—2012 | «Самородок» (Хабаровськ)         |
| 2012—2015 | «Хімік» (Южне)                   |
| 2015—2016 | «Ілбанк» (Анкара)                |
| 2016—2017 | «Нілуфер» (Бурса)                |
| 2017—2019 | «Бухарест»                       |
| 2019—2020 | «Хемік» (Полиці)                 |
| 2020—2021 | «Тирговіште»                     |

## Досягнення
Командні:
- Переможець Євроліги (1): 2017

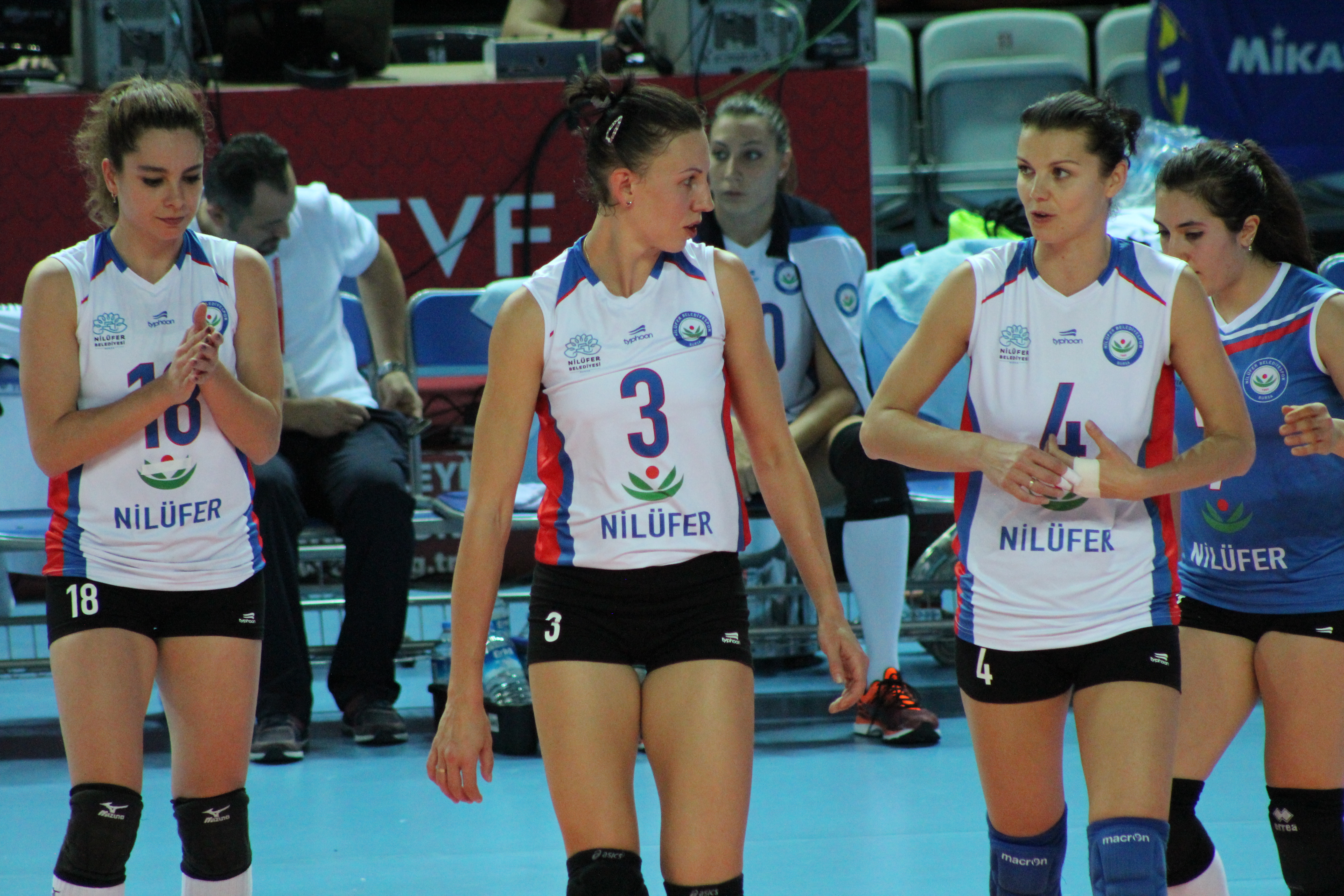
Ірина Трушкіна (№ 3) і Тетяна Козлова (№ 4).

- Чемпіон України (7): 2005, 2006, 2007, 2008, 2013, 2014, 2015
- Володар кубка України (7): 2005, 2006, 2007, 2008, 2011, 2014, 2015
- Срібний призер чемпіонату України (2): 2009, 2011
- Бронзовий призер чемпіонату України (1): 2004
- Чемпіон Румунії (2): 2018, 2021
- Володар кубка Румунії (1): 2018
- Срібний призер чемпіонату Румунії (1): 2019
- Чемпіон Польщі (1): 2020
- Володар кубка Польщі (1): 2020
- Володар суперкубка Польщі (1): 2019

Особисті:
- Найкраща гравчиня «Фіналу чотирьох» Кубка України (1): 2014
- Найкраща блокуюча чемпіонату України (4) 2007, 2009, 2013, 2014
- Найкраща блокуюча «Фіналу чотирьох» Кубка України (1): 2015

## Статистика
У збірній:
| Турнір                | Фінальний турнір | Фінальний турнір | Фінальний турнір | Фінальний турнір | Відбіркові змагання | Відбіркові змагання | Відбіркові змагання | Відбіркові змагання | Примітки    |
| Турнір                | Ігри             | Сети             | Очки             | Ср.              | Ігри                | Сети                | Очки                | Ср.                 | Примітки    |
| --------------------- | ---------------- | ---------------- | ---------------- | ---------------- | ------------------- | ------------------- | ------------------- | ------------------- | ----------- |
| Чемпіонат Європи 2013 | —                | —                | —                | —                | 5                   | 20                  | 60                  | 3,00                | [ 6 ]       |
| Чемпіонат світу 2014  | —                | —                | —                | —                | 6                   | 20                  | 74                  | 3,70                | [ 7 ] [ 8 ] |
| Чемпіонат Європи 2015 | —                | —                | —                | —                | 8                   | 29                  | 110                 | 3,79                | [ 9 ]       |
| Євроліга 2017         | 9                | 21               | 75               | 3,57             | —                   | —                   | —                   | —                   | [ 10 ]      |
| Чемпіонат Європи 2017 | 3                | 14               | 38               | 2,71             | 8                   | 29                  | 60                  | 2,07                | [ 11 ]      |
| Євроліга 2018         | 6                | 21               | 57               | 2,71             | —                   | —                   | —                   | —                   | [ 12 ]      |
| Чемпіонат світу 2018  | —                | —                | —                | —                | 3                   | 9                   | 17                  | 1,89                | [ 13 ]      |
| Чемпіонат Європи 2019 | 5                | 16               | 29               | 1,81             | 2                   | 4                   | 5                   | 1,25                | [ 14 ]      |
| Чемпіонат Європи 2021 | 4                | 6                | 4                | 0,67             | —                   | —                   | —                   | —                   | [ 15 ]      |
| Всього                | 27               | 78               | 203              | 2,60             | 32                  | 111                 | 326                 | 2,94                |             |

- Ср. — середній показник результативності за один сет.

Статистика виступів в єврокубках:
| Сезон   | Клуб             | Турнір         | Ігри | Сети | Очки | Ср.  | Примітки |
| ------- | ---------------- | -------------- | ---- | ---- | ---- | ---- | -------- |
| 2012/13 | «Хімік» (Южне)   | Кубок ЄКВ      | 2    | 9    | 40   | 4,44 |          |
|         | «Хімік» (Южне)   | Кубок виклику  | 6    |      |      |      |          |
| 2013/14 | «Хімік» (Южне)   | Кубок ЄКВ      | 4    | 16   | 58   | 3,62 |          |
| 2014/15 | «Хімік» (Южне)   | Кубок ЄКВ      | 2    | 8    | 34   | 4,25 |          |
|         | «Хімік» (Южне)   | Кубок виклику  | 8    | 24   | 85   | 3,54 |          |
| 2017/18 | «Бухарест»       | Кубок ЄКВ      | 2    | 8    | 25   | 3,12 |          |
| 2018/19 | «Бухарест»       | Ліга чемпіонів | 6    | 23   | 82   | 3,57 |          |
| 2019/20 | «Хемік» (Полиці) | Кубок ЄКВ      | 5    | 17   | 35   | 2,06 |          |
| 2020/21 | «Тирговіште»     | Кубок ЄКВ      | 4    | 13   | 29   | 2,23 |          |